# Fozières
Fozières (okzitanisch: Fosièiras) ist ein Ort und eine südfranzösische Gemeinde mit 193 Einwohnern (Stand: 1. Januar 2022) im Département Hérault in der Region Okzitanien (vor 2016: Languedoc-Roussillon). Die Gemeinde gehört zum Arrondissement Lodève und zum Kanton Lodève. Die Einwohner werden Foziériens genannt.

## Lage
Fozières liegt etwa 48 Kilometer westnordwestlich von Montpellier. Umgeben wird Fozières von den Nachbargemeinden Soubès im Norden, Saint-Étienne-de-Gourgas im Osten und Nordosten, Saint-Privat im Südosten, Soumont im Süden sowie Lodève im Westen.

## Bevölkerungsentwicklung
| Jahr                       | 1962 | 1968 | 1975 | 1982 | 1990 | 1999 | 2006 | 2017 |
| Einwohner                  | 83   | 65   | 88   | 119  | 137  | 166  | 157  | 167  |
| Quellen: Cassini und INSEE |      |      |      |      |      |      |      |      |

## Sehenswürdigkeiten
- Schloss Fozières